# 순천 금둔사지 삼층석탑
순천 금둔사지 삼층석탑(順天 金芚寺址 三層石塔)은 대한민국 전라남도 순천시 낙안면에 있는, 남북국 시대 신라의 삼층석탑이다. 1988년 4월 1일 대한민국의 보물 제945호로 지정되었다.
남북국시대 신라의 전통양식을 그대로 따르고 있으며 삼층기단부 각 면석에 팔부신중(八部神衆)을 양각으로 선명하게 조출한 매우 뛰어난 작품이다. 기단부는 전형적인 이중기단으로 지대석은 수매 판석을 깔고 하층기단은 각 구를 2구로 나눠 중앙에 당주와 4우주를 문각했고 하대갑석은 4매판석으로 결구, 상면 중앙에 호형과 각형 몰딩(테두리장식)을 주어 상층기단을 받았다.

## 개요
낙안면 소재지에서 북으로 약 2km 떨어진 금전산의 무너진 절터에 자리하고 있는 탑이다. 『동국여지승람』에 “금전산에 금둔사가 있다”라는 기록이 있어 이 절터를 금둔사라고 추정하고 있으며, 현재는 조그마한 암자가 지어져 금둔사의 명맥을 잇고 있다.
탑은 2단의 기단(基壇)위에 3층의 탑신(塔身)을 올린 모습이다. 아래층 기단에는 기둥 모양을 본떠 새기고, 위층 기단에는 기둥과 8부중상(八部衆像)을 도드라지게 새겨 놓았다. 탑신은 몸돌과 지붕돌이 각각 한 개의 돌로 되어 있다. 몸돌에는 모서리마다 기둥을 새겼고, 특히 1층 몸돌의 앞뒷면에는 자물쇠가 달린 문짝을, 양 옆면에는 불상을 향하여 다과를 공양하는 공양상을 새겨 놓았다. 지붕돌은 밑면의 받침이 5단씩이고, 처마는 평평하며, 낙수면은 완만하게 경사지다가 네 귀퉁이에서 힘차게 치켜 올려져 있다.
통일신라시대의 전형양식을 갖추고 있어 9세기경에 조성된 것으로 추측된다. 1층 몸돌에 공양상이 새겨져 있는 점은 특이한 예이며, 각 부의 비례도 좋고 조각수법이 세련된 석탑이다. 탑의 뒤편에는 석불입상(石佛立像)이 있는데, 이들은 서로 연관된 의미를 지니고 있을 것으로 보인다.

## 같이 보기
- 삼층석탑
- 금둔사지

## 참고 자료
- 순천 금둔사지 삼층석탑 - 국가유산청 국가유산포털
- 이 문서에는 다음커뮤니케이션(현 카카오)에서 GFDL 또는 CC-SA 라이선스로 배포한 글로벌 세계대백과사전의 내용을 기초로 작성된 글이 포함되어 있습니다.